# Strip poker
El strip poker es una variación del juego de cartas póquer en el que los jugadores se quitan prendas de ropa cuando pierden sus apuestas. Puede jugarse con cualquier tipo de póquer, aunque normalmente se basa en simples variaciones con pocas rondas de apuestas, como cinco cartas con descarte.
En ocasiones el strip poker comienza con todos los jugadores con el mismo número de prendas de ropa, pero las reglas son flexibles. Como en otros juegos para adultos, pueden verse involucradas otro tipo de actividades. (Suelen incluirse opciones del estilo de "Verdad o consecuencia").

## Historia
Se ha sugerido que el strip poker se originó en Nueva Orleans al mismo tiempo que el póquer original en el siglo XIX, jugado en burdeles. Sin embargo, es más probable que el strip poker surgiera como una broma entre chicos, sobre la década de 1930, en Inglaterra. La versión actual mixta se denominaba "mixed strip poker" para diferenciarla de la exclusivamente masculina, variedad no sexual.

## Juegos de ordenador
El primer juego para ordenador de Strip Poker fue creado por el diseñador alemán Dieter Eckhardt a finales de la década de los 70 usando los ordenadores del observatorio astronómico cercano a Düsseldorf. Se han producido muchos Strip Poker para ordenador desde las etapas más tempranas de la producción de videojuegos y continúan comercializándose, principalmente para distribuidores especializados en pornografía.
En 1982, la compañía de juegos para ordenador de Florida, Artworx, produjo un juego de Strip Poker para el Apple II. Se ha incluido en otros ordenadores desde entonces y todavía sigue disponible a día de hoy.

## Variantes y otros juegos
Muchos otros juegos aparte del poker tienen su versión “strip”. Concretamente, se han creado muchos videojuegos “strip mahjong”, especialmente por parte de las compañías de software japonesas.
También existe la posibilidad de jugar en línea, sitios web donde uno tiene la posibilidad de jugar un mano a mano con una chica, y donde aunque se apuesta con fichas uno paga por el tiempo que permanece en la sala. Se trata de una variante más lúdica de las clásicas webs para adultos con webcam, pero con el aliciente de jugar una partida de strip poker donde las reglas de juego son negociables.